# Municipio Gran Sabana
El Municipio Gran Sabana es un municipio del estado Bolívar, con solo 2 parroquias y un territorio litigio del sur con guyana. Su capital es Santa Elena de Uairén, un pueblo a 15 km de Brasil, en el sur del municipio. Gran Sabana tiene una superficie total de 32 990 km² y una población según Censo 2011 de 55 000 habitantes, equivalentes al 2% de la población total en todo el estado.

## Historia
El municipio Gran Sabana, forma parte del Escudo Guayanés, una de las formaciones geológicas más antiguas del planeta, con origen hace millones de años. En su territorio se encuentra el Salto Ángel (Kerepacupai Vená), la caída de agua más alta del mundo con 979 m de altura. Su nombre occidental proviene del piloto estadounidense Jimmy Angel, el primer no indígena en avistar la cascada desde el aire. Los indígenas pemones, habitantes originarios de la zona, le dan el nombre tradicional de Kerepacupai Vená («salto del lugar más profundo»).
La población del municipio está integrada mayoritariamente por los pemones, una subdivisión del grupo étnico caribe, distribuidos en comunidades como Kamarata, Santa Elena de Uairén, Waramasén y Wonken. En menor proporción también habitan grupos Arawak (como los sape), yanomamis y algunos pueblos aislados (como los uruak).

## Toponimia
El municipio recibe su nombre de la Gran Sabana, una vasta región natural caracterizada por su altiplanicie, tepuyes, ríos, lagunas y saltos de agua. Esta sabana, por su singular belleza y biodiversidad, es uno de los destinos turísticos más emblemáticos de Venezuela, tanto para visitantes nacionales como extranjeros.

## Turismo
La presencia de imponentes tepuyes, formaciones rocosas mesetarias, y cuerpos de agua como el río Caroní, el salto El Sapo, El Kamá, Laguna de Luepa y el propio Salto Ángel, han consolidado al municipio como un destino de alto valor turístico, especialmente vinculado al ecoturismo y al turismo de aventura. Esta vocación turística coexiste con el respeto a los usos y costumbres de las comunidades indígenas, que han asumido un rol activo en la promoción del turismo sustentable en sus territorios ancestrales.

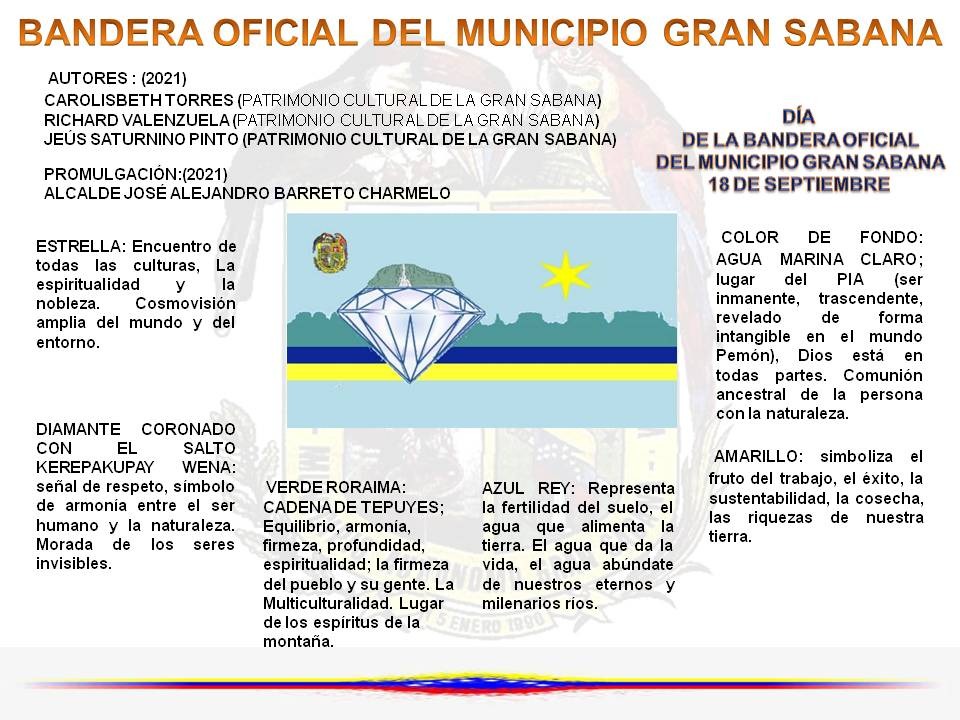
Bandera del Municipio Gran Sabana.

## Geografía

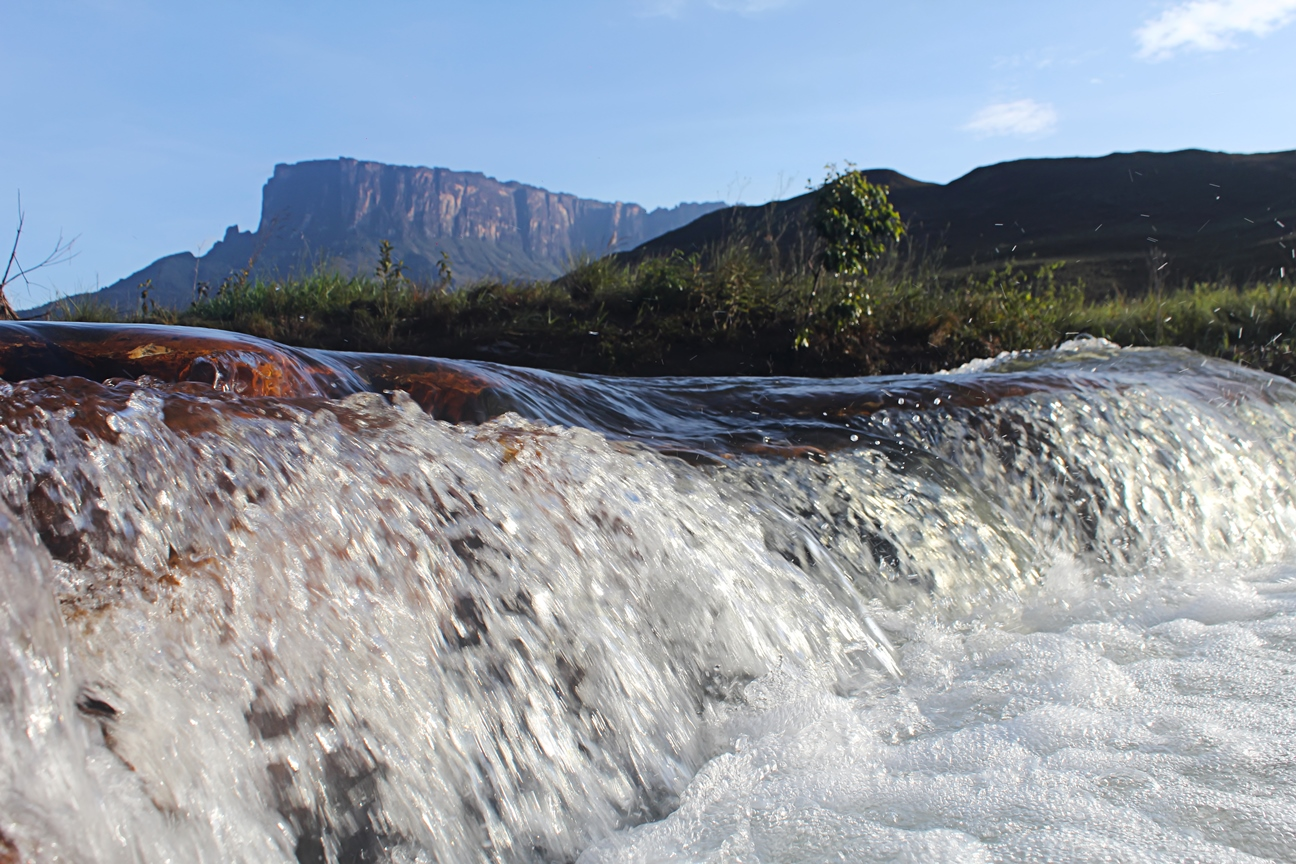
Río Tek

El municipio Gran Sabana y su capital Santa Elena de Uairén se ubican al sureste del estado Bolívar, éste ocupa un territorio de más de 32 992 km². De los cuales al menos 30 000 km²  son parte del parque nacional Canaima.

### Parroquias
El municipio Gran Sabana está compuesto por 2 parroquias, y éstas son sólo 2 de las 47 parroquias que conforman al estado Bolívar. Las 2 parroquias son las siguientes:
- Parroquia Santa Elena (También llamada Gran Sabana) que posee una superficie de 29 305 kilómetros cuadrados con capital en Santa Elena de Uairén, ubicada al sur y el este del municipio.

- Parroquia Ikabarú  con capital en Ikabarú, también al sur y el oeste del municipio.

### Límites
El municipio tiene límites con otros municipios y también con otros países. El municipio limita al norte con los municipios Sifontes y Piar, por el sur limita con Brasil, por el este limita con la Region del Esequibo 
y limita el oeste con el Municipio Angostura.  

## Clima
Las temperaturas del municipio oscilan entre los 10 y los 32 °C Influenciada por la altura promedio sobre el nivel del mar de 900 metros.

## Demografía
La población del municipio Gran Sabana, según años recientes es de aproximadamente 48.000 personas, la mayoría de la población está en y cerca de Santa Elena de Uairén, el resto no son poblaciones tan pequeñas como se cree, se ubican en el resto del municipio, y una gran mayoría de ellos son indígenas.

### Población del Municipio Gran Sabana
Las estimaciones de población (por cada año) se encuentra basadas de acuerdo a los censos oficiales.
| Año  | Población | Fuente                   |
| ---- | --------- | ------------------------ |
| 2000 | 7 297     | Estimaciones             |
| 2001 | 9 220     | Censo venezolano de 2001 |
| 2002 | 11 143    | Estimaciones             |
| 2003 | 13 066    | Estimaciones             |
| 2004 | 14 989    | Estimaciones             |
| 2005 | 16 912    | Estimaciones             |
| 2006 | 18 835    | Estimaciones             |
| 2007 | 20 758    | Estimaciones             |
| 2008 | 22 681    | Estimaciones             |
| 2009 | 24 604    | Estimaciones             |
| 2010 | 26 527    | Estimaciones             |
| 2011 | 28 450    | Censo venezolano de 2011 |
| 2012 | 30 373    | Estimaciones             |
| 2013 | 32 296    | Estimaciones             |
| 2014 | 34 219    | Estimaciones             |
| 2015 | 36 142    | Estimaciones             |
| 2016 | 38 065    | Estimaciones             |
| 2017 | 39 988    | Estimaciones             |
| 2018 | 41 911    | Estimaciones             |
| 2019 | 43 834    | Estimaciones             |
| 2020 | 45 757    | Estimaciones             |

### Idiomas
El idioma pemón es el idioma materno de gran parte de la población en el territorio del municipio salvo en la capital, donde el español es el idioma de la mayoría. También se usa el idioma portugués dado que es zona fronteriza con Brasil. Tanto el Español como los diversos dialectos indígenas son oficiales en todo el municipio.

## Economía
El turismo en el parque Gran Sabana, hace e impulsa de manera bastante acelerada al municipio, los principales atractivos son el Salto Ángel y la selva y sabana a su alrededor que la hace tan magnífica y espectacular. En el municipio también se desarrolla bien la agricultura. ésta es la segunda economía del municipio.

## Política y gobierno

### Alcaldes
| Período     | Alcalde electo      | Partido político / Alianza | % de votos | Notas |
| ----------- | ------------------- | -------------------------- | ---------- | --- |
| 1989 - 1992 | Carlos Julio Macero |                            | 48,76      | Primer alcalde bajo elecciones directas |
| 1992 - 1995 | Carlos Julio Macero |                            | 44,68      | Reelecto |
| 1995 - 2000 | Vícente Moret Orduz |                            | -          | Segundo alcalde bajo elecciones directas (se realizaron elecciones generales adelantadas en el 2000 debido a la aprobación de la Constitución de 1999) |
| 2000 - 2004 | Ricardo Dergado     | TANNOTEI                   | 33,26      | Tercer alcalde bajo elecciones directas |
| 2004 - 2008 | Manuel Valles       |                            | 39,08      | Cuarto alcalde bajo elección popular |
| 2008 - 2013 | Manuel Valles       |                            | 63,63      | Reelecto (se postergan 1 año las elecciones municipales pautadas para finales del 2012)                                                                |
| 2013 - 2017 | Manuel Valles       |                            | 48,57      | Reelecto |
| 2017 - 2021 | Emilio González     | IPP                        | 35,04      | Quinto alcalde bajo elecciones directas |
| 2021 - 2025 | Manuel Valles       |                            | 61,42      | Sexto alcalde bajo elecciones directas |

### Consejo municipal
Período 1989 - 1992
| Concejales:          | Partido político / Alianza |
| -------------------- | -------------------------- |
| José Vicente Bolivar | COPEI                      |
| Cásto Rosal          | COPEI                      |
| Juan Muñoz Rivas     | COPEI                      |
| Miguel Mora Noguera  | AD                         |
| Juan Muñoz Rivas     | AD                         |

Período 1992 - 1995
| Concejales:         | Partido político / Alianza |
| ------------------- | -------------------------- |
| Pio Rossi Centeno   | COPEI                      |
| Julio Fernández     | COPEI                      |
| José Medina         | COPEI                      |
| Lourdes Alcalá      | COPEI                      |
| Carlos Amaya        | AD                         |
| Mercedes de Arraiz  | AD                         |
| Emilia de Rodríguez | LCR                        |

Período 1995 - 2000
| Concejales:           | Partido político / Alianza |
| --------------------- | -------------------------- |
| Cesar Marín           | LCR                        |
| America Orta          | LCR                        |
| Victorio Franco Rosso | COPEI                      |
| Cesar Amin Salomón    | COPEI                      |
| Popiel Azuaje         | AD                         |
| Maritza Bosquez       | AD                         |
| José Castro           | TEI                        |

Período 2000 - 2005
| Concejales:            | Partido político / Alianza |
| ---------------------- | -------------------------- |
| Keith Michell          | TANNOTEI                   |
| Celina Daniels         | TANNOTEI                   |
| German Palma           | TANNOTEI                   |
| Jorge Gomez            | TANNOTEI                   |
| Juan Williams          | TANNOTEI                   |
| José Alejandro Barreto | MVR                        |
| Jhonny Guedez          | (Representacion Indigena)  |

Período 2005 - 2013
| Concejales:            | Partido político / Alianza |
| ---------------------- | -------------------------- |
| Choly Lott             | MVR                        |
| Ramon Febres           | MVR                        |
| Alfredo Carrera        | MVR                        |
| José Alejandro Barreto | MVR                        |
| Esperanza Jimenez      | PPT                        |
| Alfonzo Alburquerque   | SABANERO                   |
| Menchor Flores         | (Representacion Indigena)  |

Período 2013 - 2018
| Concejales:            | Partido político / Alianza |
| ---------------------- | -------------------------- |
| Cecilio Briceño        | PSUV                       |
| Josefina Almeida       | PSUV                       |
| Luis Medina            | PSUV                       |
| José Alejandro Barreto | PSUV                       |
| Esperanza Jiménez      | PSUV                       |
| Iriama Yanez           | PSUV                       |
| Jorge Pérez            | (Representación indígena)  |

Período 2018 - 2021
| Concejales             | Partido político / Alianza |
| ---------------------- | -------------------------- |
| Mirian Soto            | PSUV                       |
| Yolimar Muñoz          | PSUV                       |
| Douglas Ramírez        | PSUV                       |
| José Alejandro Barreto | PSUV                       |
| Iraima Yanez           | PSUV                       |
| Juan Carrarach         | PSUV                       |
| Vriceida Sigala        | (Representación indígena)  |

Periodo 2021 - 2025
| Concejales:            | Partido político / Alianza |
| ---------------------- | -------------------------- |
| Mirian Soto            | PSUV                       |
| Didir Borragan         | PSUV                       |
| Juan Cararach          | PSUV                       |
| Ania Rosal             | PSUV                       |
| Arelis Casado          | PSUV                       |
| José Alejandro Barreto | PSUV                       |
| Luis Brasil            | (Representación indígena)  |